# Hemeroblemma repellens
Hemeroblemma repellens är en fjärilsart som beskrevs av Walker 1858. Hemeroblemma repellens ingår i släktet Hemeroblemma och familjen nattflyn. Inga underarter finns listade i Catalogue of Life.